# Nazionale maschile di calcio di Anguilla
La nazionale di calcio di Anguilla è la rappresentativa nazionale calcistica del piccolo arcipelago omonimo caraibico, posta sotto l'egida della Anguilla Football Association ed affiliata alla CONCACAF e alla FIFA.
La squadra non ha mai preso parte alla fase finale di una competizione internazionale.
Nel ranking mondiale FIFA è arrivata al massimo alla 189ª posizione nel giugno 1997. Occupa il 209º e penultimo posto.
Molti giocatori anguillani, agevolati dalla lingua e dal fatto che le isole rappresentano una dipendenza della Corona, militano in Inghilterra nelle serie minori.

## Storia
La selezione di Anguilla è tra le più deboli nello scenario centroamericano ed in assoluto, avendo a più riprese occupato le ultimissime posizioni del ranking mondiale FIFA.
Ha esordito nel 1985, ma la Federazione calcistica di Anguilla si è unita alla CONCACAF solo nel 1994 ed alla FIFA due anni più tardi.
Essendo una nazionale recente, quella anguillana non ha disputato un numero elevato di partite (soltanto 80): ne ha vinte 7, è uscita sconfitta ben 68 volte ed ha incassato in totale 337 reti (in media più di 4 ad incontro); ha un saldo positivo negli scontri diretti solamente nei confronti di Saint-Barthélemy.
Inserita nella Lega C della CONCACAF Nations League 2019-2020, si è classificata all'ultima posizione dopo aver perso tutti e quattro i match giocati, con due reti realizzate e 21 al passivo.

## Partecipazioni ai tornei internazionali
Legenda: Grassetto: Risultato migliore, Corsivo: Mancate partecipazioni

### Campionato CONCACAF
La nazionale anguillana non ha mai disputato il Campionato CONCACAF, l'antenato della Gold Cup svoltosi dal 1963 al 1989, in quanto la AFA è entrata a far parte della Confederazione Nord-Centroamericana e Caraibica nel 1994.

### Coppa dei Caraibi
Dal 1978 al 1988 era nota come Campionato caraibico di calcio.
I Soccer Dolphins non si sono mai qualificati alla fase finale della Coppa dei Caraibi.

## Statistiche dettagliate sui tornei internazionali

### Mondiali
| Anno | Luogo                          | Piazzamento            | V | N | P | Gol |
| ---- | ------------------------------ | ---------------------- | - | - | - | --- |
| 1986 | Messico                        | Non iscritta alla FIFA | - | - | - | -   |
| 1990 | Italia                         | Non iscritta alla FIFA | - | - | - | -   |
| 1994 | Stati Uniti                    | Non iscritta alla FIFA | - | - | - | -   |
| 1998 | Francia                        | Non partecipante       | - | - | - | -   |
| 2002 | Giappone / Corea del Sud       | Non qualificata        | - | - | - | -   |
| 2006 | Germania                       | Non qualificata        | - | - | - | -   |
| 2010 | Sudafrica                      | Non qualificata        | - | - | - | -   |
| 2014 | Brasile                        | Non qualificata        | - | - | - | -   |
| 2018 | Russia                         | Non qualificata        | - | - | - | -   |
| 2022 | Qatar                          | Non qualificata        | - | - | - | -   |
| 2026 | Canada / Stati Uniti / Messico | Non qualificata        | - | - | - | -   |

### Campionato CONCACAF/Gold Cup
| Anno | Luogo                               | Piazzamento                         | V | N | P | Gol |
| ---- | ----------------------------------- | ----------------------------------- | - | - | - | --- |
| 1989 | Itinerante                          | Non iscritta alla CONCACAF          | - | - | - | -   |
| 1991 | Stati Uniti                         | Non iscritta alla CONCACAF          | - | - | - | -   |
| 1993 | Stati Uniti / Messico               | Non iscritta alla CONCACAF          | - | - | - | -   |
| 1996 | Stati Uniti                         | Non qualificata                     | - | - | - | -   |
| 1998 | Stati Uniti                         | Non qualificata                     | - | - | - | -   |
| 2000 | Stati Uniti                         | Non qualificata                     | - | - | - | -   |
| 2002 | Stati Uniti                         | Non qualificata                     | - | - | - | -   |
| 2003 | Stati Uniti / Messico               | Non partecipante                    | - | - | - | -   |
| 2005 | Stati Uniti                         | Ritirata prima delle qualificazioni | - | - | - | -   |
| 2007 | Stati Uniti                         | Non qualificata                     | - | - | - | -   |
| 2009 | Stati Uniti                         | Non qualificata                     | - | - | - | -   |
| 2011 | Stati Uniti                         | Non qualificata                     | - | - | - | -   |
| 2013 | Stati Uniti                         | Non qualificata                     | - | - | - | -   |
| 2015 | Stati Uniti / Canada                | Non qualificata                     | - | - | - | -   |
| 2017 | Stati Uniti                         | Non qualificata                     | - | - | - | -   |
| 2019 | Stati Uniti / Costa Rica / Giamaica | Non qualificata                     | - | - | - | -   |
| 2021 | Stati Uniti                         | Non qualificata                     | - | - | - | -   |
| 2023 | Stati Uniti / Canada                | Non qualificata                     | - | - | - | -   |
| 2025 | Stati Uniti / Canada                | Non qualificata                     | - | - | - | -   |

### Olimpiadi
- Nota bene: a differenza di altri Territori d'oltremare britannici (quali Bermuda o le Isole Cayman), Anguilla non ha mai partecipato ai Giochi olimpici.

### Confederations Cup
| Anno | Luogo                    | Piazzamento     | V | N | P | Gol |
| ---- | ------------------------ | --------------- | - | - | - | --- |
| 1992 | Arabia Saudita           | Non invitata    | - | - | - | -   |
| 1995 | Arabia Saudita           | Non invitata    | - | - | - | -   |
| 1997 | Arabia Saudita           | Non qualificata | - | - | - | -   |
| 1999 | Messico                  | Non qualificata | - | - | - | -   |
| 2001 | Corea del Sud / Giappone | Non qualificata | - | - | - | -   |
| 2003 | Francia                  | Non qualificata | - | - | - | -   |
| 2005 | Germania                 | Non qualificata | - | - | - | -   |
| 2009 | Sudafrica                | Non qualificata | - | - | - | -   |
| 2013 | Brasile                  | Non qualificata | - | - | - | -   |
| 2017 | Russia                   | Non qualificata | - | - | - | -   |

### Coppa dei Caraibi
| Anno | Luogo                                   | Piazzamento                         | V | N | P | Gol |
| ---- | --------------------------------------- | ----------------------------------- | - | - | - | --- |
| 1988 | Martinica                               | Non partecipante                    | - | - | - | -   |
| 1989 | Barbados                                | Non partecipante                    | - | - | - | -   |
| 1990 | Trinidad e Tobago                       | Non qualificata                     | - | - | - | -   |
| 1991 | Giamaica                                | Non qualificata                     | - | - | - | -   |
| 1992 | Trinidad e Tobago                       | Non qualificata                     | - | - | - | -   |
| 1993 | Giamaica                                | Non qualificata                     | - | - | - | -   |
| 1994 | Trinidad e Tobago                       | Non qualificata                     | - | - | - | -   |
| 1995 | Isole Cayman / Giamaica                 | Non qualificata                     | - | - | - | -   |
| 1996 | Trinidad e Tobago                       | Non qualificata                     | - | - | - | -   |
| 1997 | Antigua e Barbuda / Saint Kitts e Nevis | Non qualificata                     | - | - | - | -   |
| 1998 | Giamaica / Trinidad e Tobago            | Non qualificata                     | - | - | - | -   |
| 1999 | Trinidad e Tobago                       | Non partecipante                    | - | - | - | -   |
| 2001 | Trinidad e Tobago                       | Non qualificata                     | - | - | - | -   |
| 2005 | Barbados                                | Ritirata prima delle qualificazioni | - | - | - | -   |
| 2007 | Trinidad e Tobago                       | Non qualificata                     | - | - | - | -   |
| 2008 | Giamaica                                | Non qualificata                     | - | - | - | -   |
| 2010 | Martinica                               | Non qualificata                     | - | - | - | -   |
| 2012 | Antigua e Barbuda                       | Non qualificata                     | - | - | - | -   |
| 2014 | Giamaica                                | Non qualificata                     | - | - | - | -   |
| 2017 | Martinica                               | Non qualificata                     | - | - | - | -   |

## Tabella riassuntiva delle partite ufficiali disputate
Questa tabella riassume tutti i risultati degli incontri ufficiali disputati dalla nazionale di Anguilla.
Dati aggiornati al 6 giugno 2021
| Avversario                | PG | V | N | P  | GF | GA  | DR   | % Vitt. |
| ------------------------- | -- | - | - | -- | -- | --- | ---- | ------- |
| Antigua e Barbuda         | 4  | 0 | 0 | 4  | 3  | 22  | -19  | 0%      |
| Bahamas                   | 3  | 0 | 1 | 2  | 3  | 6   | -3   | 0%      |
| Barbados                  | 2  | 0 | 0 | 2  | 1  | 8   | -7   | 0%      |
| Cuba                      | 2  | 0 | 0 | 2  | 0  | 8   | -8   | 0%      |
| Dominica                  | 2  | 0 | 1 | 2  | 0  | 8   | -8   | 0%      |
| El Salvador               | 2  | 0 | 0 | 2  | 0  | 16  | -16  | 0%      |
| Grenada                   | 1  | 0 | 0 | 1  | 1  | 14  | -13  | 0%      |
| Guadalupa                 | 1  | 0 | 0 | 1  | 0  | 9   | -9   | 0%      |
| Guatemala                 | 2  | 0 | 0 | 2  | 0  | 15  | -15  | 0%      |
| Guyana                    | 2  | 0 | 0 | 2  | 0  | 21  | -21  | 0%      |
| Guyana francese           | 2  | 0 | 0 | 2  | 1  | 9   | -8   | 0%      |
| Isole Cayman              | 1  | 0 | 0 | 1  | 1  | 4   | -3   | 0%      |
| Isole Vergini Americane   | 2  | 0 | 1 | 1  | 0  | 3   | -3   | 0%      |
| Isole Vergini Britanniche | 10 | 3 | 0 | 7  | 11 | 25  | -14  | 30%     |
| Martinica                 | 1  | 0 | 0 | 1  | 1  | 3   | -2   | 0%      |
| Montserrat                | 4  | 1 | 1 | 2  | 7  | 6   | +1   | 25%     |
| Nicaragua                 | 3  | 0 | 0 | 3  | 0  | 14  | -14  | 0%      |
| Panama                    | 1  | 0 | 0 | 1  | 0  | 13  | -13  | 0%      |
| Porto Rico                | 4  | 0 | 0 | 4  | 3  | 13  | -10  | 0%      |
| Rep. Dominicana           | 6  | 0 | 1 | 5  | 0  | 28  | -28  | 0%      |
| Saint-Barthélemy          | 1  | 1 | 0 | 0  | 2  | 1   | +1   | 100%    |
| Saint Kitts e Nevis       | 3  | 0 | 0 | 3  | 1  | 16  | -15  | 0%      |
| Saint Lucia               | 1  | 0 | 0 | 1  | 0  | 6   | -6   | 0%      |
| Saint-Martin              | 9  | 2 | 0 | 7  | 9  | 22  | -13  | 22,2%   |
| Saint Vincent e Grenadine | 3  | 0 | 0 | 3  | 1  | 9   | -8   | 0%      |
| Sint Maarten              | 6  | 0 | 1 | 5  | 1  | 13  | -12  | 0%      |
| Trinidad e Tobago         | 2  | 0 | 0 | 2  | 0  | 25  | -25  | 0%      |
| Totale                    | 80 | 7 | 5 | 68 | 46 | 337 | -291 | 8,8%    |

- Legenda: PG = Partite giocate, V = Partite vinte, N = Partite nulle (pareggiate), P = Partite perse, GF = Gol fatti, GS = Gol subiti, DR = Differenza reti

## Rosa attuale
|  | P | Ryan Liddie         | 15 ottobre 1981   | 31 | -120 | Lymers         |  |  |
|  | P | Kareem Burris       | 13 settembre 1991 | 8  | -?   | Roaring Lions  |  |  |
|  | P | Darius Lantan       | 15 febbraio 1979  | 2  | -?   | Doc's United   |  |  |
|  | P | Bailey Danniell     | 23 novembre 2003  | 0  | -?   | Lymers         |  |  |
|  |   |                     |                   |    |      |                |  |  |
|  | D | Kion Lee            | 2 settembre 1993  | 14 | 1    | Roaring Lions  |  |  |
|  | D | Tafari Smith        | 16 marzo 2000     | 13 | 1    | Roaring Lions  |  |  |
|  | D | Javille Brooks      | 21 settembre 1984 | 9  | 2    | Attackers      |  |  |
|  | D | Calvin Morgan       | 18 maggio 1995    | 8  | 1    | Chalvey Sports |  |  |
|  | D | Luke Paris          | 11 novembre 1994  | 8  | 0    | Windsor        |  |  |
|  | D | Tyrique Lake        | 4 gennaio 1999    | 5  | 0    | Roaring Lions  |  |  |
|  | D | Sedu Bradshaw       | 13 novembre 2002  | 2  | 0    | Lymers         |  |  |
|  | D | Bakari Battice      | 6 aprile 2004     | 1  | 0    | Roaring Lions  |  |  |
|  | D | Noah Bradshaw       | 18 aprile 2004    | 0  | 0    | Lymers         |  |  |
|  |   |                     |                   |    |      |                |  |  |
|  | C | Kapil Battice       | 26 ottobre 1982   | 18 | 4    | Roaring Lions  |  |  |
|  | C | Germain Hughes      | 15 novembre 1996  | 14 | 0    | Roaring Lions  |  |  |
|  | C | Kayini Brooks-Belle | 23 luglio 1994    | 8  | 0    | Roaring Lions  |  |  |
|  | C | Steven Austin       | 27 dicembre 1990  | 6  | 0    | Doc's United   |  |  |
|  | C | Kian Duncan         | 26 maggio 2000    | 3  | 0    | Burnham        |  |  |
|  | C | Renee Thomas        | 26 agosto 1994    | 2  | 0    | Uprising       |  |  |
|  | C | Stewart Murray      | 19 gennaio 1988   | 1  | 0    | Doc's United   |  |  |
|  | C | Javis Jones         | 24 agosto 2005    | 0  | 0    | Diamond        |  |  |
|  |   |                     |                   |    |      |                |  |  |
|  | A | Jonathan Guishard   | 2 luglio 1996     | 17 | 0    | Doc's United   |  |  |
|  | A | Cyrus Vanterpool    | 30 dicembre 1990  | 8  | 0    | Frimley Green  |  |  |
|  | A | Aedan Scipio        | 3 settembre 1990  | 2  | 0    | Roaring Lions  |  |  |
|  | A | Jauron Gayle        | 4 marzo 2004      | 1  | 0    | Diamond        |  |  |